# Desmoscolex californicus
Desmoscolex californicus är en rundmaskart som beskrevs av Timm 1970. Desmoscolex californicus ingår i släktet Desmoscolex och familjen Desmoscolecidae. Inga underarter finns listade i Catalogue of Life.